# Orphée et Eurydice (Canova)

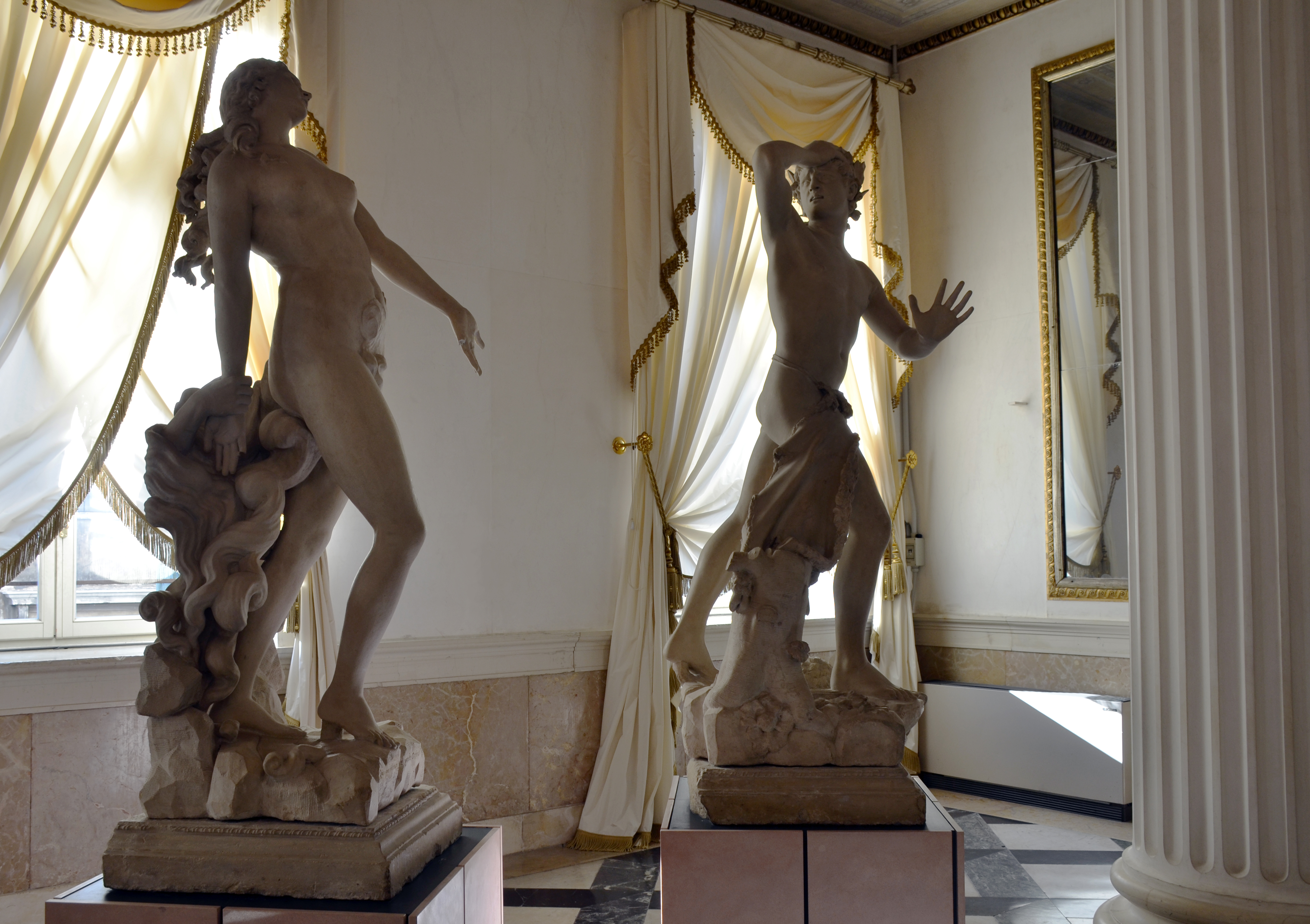
Orphée et Eurydice in het Correr Museum in Venetië

Orpheus et Eurydice is een beeldengroep in steen (hoogte 2,03 m) door de Italiaanse neoklassieke beeldhouwer Antonio Canova, daterend van 1775 - 1776 , en bewaard in de balzaal van het Correr Museum in Venetië. Het is het belangrijkste vroege werk van de kunstenaar, geboren in Possagno in 1757.

## Beschrijving en geschiedenis
De sculpturen zijn geïnspireerd op de mythe van Orpheus, vervat in de Metamorfosen van Ovidius en de Georgica van Vergilius. Langs de voet van elk beeld staat een inscriptie die verzen uit Vergilius citeert. Onder Orpheus' rechtervoet kunnen we lezen: "Omnis effusus arbeid" (al zijn inspanningen [werden] vernietigd), ontleend aan de verzen 491 en 492 van boek IV van de Georgica. Op basis van Eurydice staat vers 494 geschreven: "Quis et me miseram et te perdidit Orpheu" (Wie verloor ons, mij, de ongelukkige vrouw, en jij, Orpheus).
Het werk kreeg afwisselend vorm in Venetië, waar Canova zijn studies afrondde, en Asolo.
De groep is ontworpen om de tuin van een landhuis van de Venetiaanse familie Falier te versieren. Het werk hielp de kunstenaar een zekere bekendheid te geven, na de tentoonstelling op het Sensa-festival in 1776.
Een kopie van het standbeeld van Orpheus, gedateerd 1777, bevindt zich in het Hermitage Museum in Sint-Petersburg.